# (7923) Chyba
(7923) Chyba (1983 WJ) – planetoida z grupy pasa głównego asteroid okrążająca Słońce w ciągu 4,92 lat w średniej odległości 2,89 j.a. Odkryta 28 listopada 1983 roku.